# 5524 Lecacheux
5524 Lecacheux eller 1991 RA30 är en asteroid i huvudbältet som upptäcktes den 15 september 1991 av den amerikanske astronomen Henry E. Holt vid Palomarobservatoriet. Den är uppkallad efter den franske astronomen Jean Lecacheux.
Asteroiden har en diameter på ungefär 19 kilometer.